# Mozaikszók listája: S, Sz
Ezen a lapon az S és Sz betűvel kezdődő mozaikszók ábécérend szerinti listája található. A kis- és nagybetűk nem különböznek a besorolás szempontjából.

## Lista: S
- Saab – Svenska Aeroplan Aktiebolaget (Svéd Repülőgép Részvénytársaság)
- Samba
- SAMPA – Speech Assessment Methods Phonetic Alphabet
- SAT – Satellite (műhold)
- SATA – Serial ATA
- SCSI – small computer system interface (kisméretű számítógép rendszerek interfésze)
- SDI
  - Single Document Interface (egydokumentumos felhasználói felület)
  - Strategic Defense Initiative (stratégiai védelmi kezdeményezés, „csillagháborús terv”)
- SD-RAM
- SE – Semmelweis Egyetem
- Seat – Sociedad Española de Automóviles de Turismo (Spanyol Turistaautó-társaság)
- SEO – Sarch Eengine Optimization (Keresőmotorokra való optimalizálás)
- SGI – Silicon Graphics Inc.
- SMS – Short Message Service (rövid szöveges üzenet)
- SMTP – Simple Mail Transfer Protocol (egyszerű levélátviteli protokoll)
- SNMP – Simple Network Management Protocol (egyszerű hálózat-menedzsment protokoll)
- SOTE – Semmelweis Orvostudományi Egyetem (ma: Semmelweis Egyetem, SE)
- SPARC – scalable processor architecture
- SQL – Structured Query Language (strukturált lekérdező nyelv)
- SR – status register
- SS – Schutzstaffel (’Védőosztag’, a Harmadik Birodalom karhatalmi szerve)
- SSL – Secure Socket Layer
- SUV – Sport Utility Vehicle
- SVG – Scalable Vector Graphics
- SWAT – Special Weapons And Tactics

## Lista: Sz
- SZAGKHF – Szent Atanáz Görög Katolikus Hittudományi Főiskola
- SzAT – a számelmélet alaptétele
- SZDSZ – Szabad Demokraták Szövetsége
- SZE – Széchenyi István Egyetem
- SZER – Szabad Európa Rádió
- SZF – Szolnoki Főiskola
- SZFE – Színház- és Filmművészeti Egyetem
- SZHF – Szegedi Hittudományi Főiskola
- SZIE – Szent István Egyetem
- szja – személyi jövedelemadó
- SZKP – Szovjetunió Kommunista Pártja
- SZKT – Szegedi Közlekedési Társaság
- SZOT – Szakszervezetek Országos Tanácsa
- SZPA – Szent Pál Akadémia
- SZU – Szovjetunió
- SZTE – Szegedi Tudományegyetem
- SZTK – Szakszervezeti Társadalombiztosítási Központ